# Грубешівський повіт (Російська імперія)
Грубешівський повіт (рос. Грубѣшовский уѣздъ, пол. Powiat hrubieszowski) — адміністративно-територіальна одиниця Люблінської (1867—1912) і Холмської (1912—1918) губерній Російської імперії (до 1918), УНР (1918) та Люблінського воєводства Польщі. Утворений у 1867 році. Повітовий центр — місто Грубешів.

## Положення
Повіт лежав у південно-східній частині Люблінської губернії. Обіймав площу 1291,3 верст². Межував на півночі — з Холмським повітом, а на заході — зі Замостським і Красноставським повітами, на півдні — з Томашівським повітом, а на сході по річці Західний Буг — з Володимир-Волинським повітом Волинської губернії.
У північній та східній частині Грубешівського повіту було багато озер, боліт, торфовищ з дрібною рослинністю, через що вона була подібна до сусіднього волинського Полісся та заболоченої річкової долини Західного Бугу. Далі на південь починалася горбиста місцевість із глинистим, частково чорноземним ґрунтом, що має спільні риси з прилеглою Волинню. Серед ґрунтів переважав чорнозем.

## Адміністративний поділ

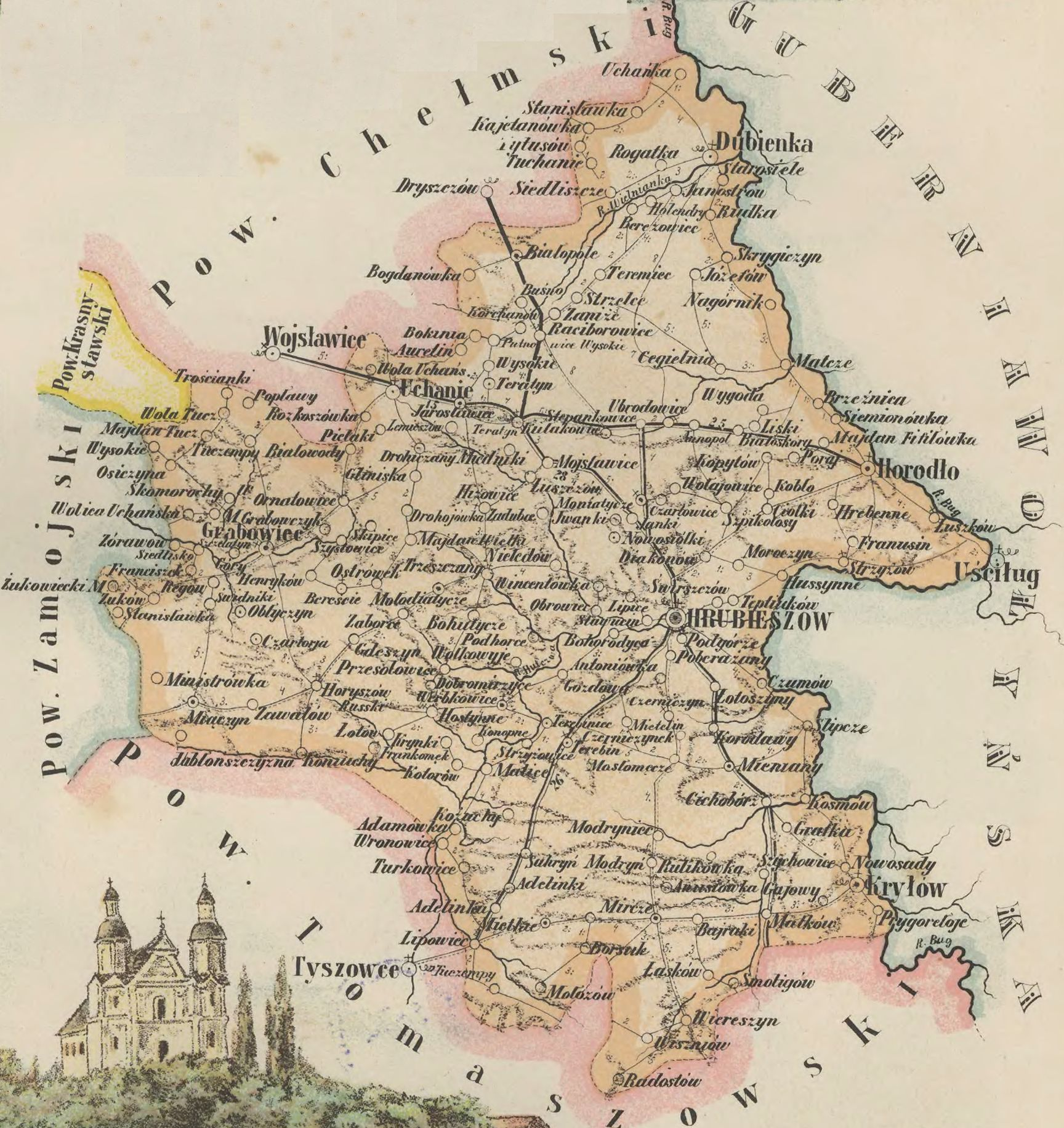
Грубешівський повіт, 1907 рік

На 1882 рік у повіті налічувалося 13 гмін. До повіту входили 2 міста (Грубешів, Дубенка) і 2 містечка (Городло, Крилів). За судовим поділом повіт поділявся на 4 округи з центрами в Ярославці, Грабовці, Дяконеві та Модринці.
У 1901 році повіт складався з 13 гмін, налічувалося 161 поселення, в яких було 9510 дворів (з них 7473 селянські).
Станом на 1913 рік повіт складався з 14 гмін/волостей (додалась Довгобичівська волость):
- Білополе — с. Білополе,
- Вербковичі — с. Вербковичі,
- Городло — пос. Городло,
- Грабовець — с. Дворисько,
- Грубешів — с. Дяконів,
- Довгобичів — с. Довгобичів,
- Крилів — пос. Крилів,
- Ментке — с. Сагринь,
- Мірче — с. Мірче,
- Мячин — с. Мячин,
- Молодятичі — с. Молодятичі,
- Монятичі — с. Монятичі,
- Міняни — с. Міняни,
- Ярославець — с. Ярославець.

## Історія
У 1866 році з Грубешівського повіту виділено Томашівський повіт.
Ухвалою другої Думи від 9 травня 1912 року (закон 23 червня 1912) Грубешівський повіт переданий з Люблінської губернії до новоствореної Холмської.

## Населення
Населення повіту переважно становили українці. Місцеве населення здебільшого займалося землеробством.
За даними етнографічної експедиції 1869—1870 років під керівництвом Павла Чубинського, у повіті проживало 40 622 греко-католики, які розмовляли українською мовою.
Близько 1882 року в повіті налічувалося 78 226 осіб.
За переписом 1892 року в повіті проживало 101 852 особи (50 820 чоловіків і 51 032 жінки). У 1890 році наслення повіту становило 92 806 осіб, з них за волостями:
| Волость              | Усе населення | Православних | Євреїв | Католиків |
| -------------------- | ------------- | ------------ | ------ | --------- |
| Грубешів (місто)     | 9406          | 3259         | 5264   | 1074      |
| Дубенка (місто)      | 5177          | 792          | 2833   | 1500      |
| Білополе             | 6594          | 4243         | 95     | 1756      |
| Грабовець            | 7843          | 1886         |        |           |
| Ярославець           | 8057          | 3381         | 1613   |           |
| Городло              | 8575          | 5200         | 1021   |           |
| Грубешів (без міста) | 6433          | 6026         |        |           |
| Крилів               | 7451          | 4517         | 1412   |           |
| Мячин                | 5434          | 4095         |        |           |
| Ментке               | 4200          | 2856         |        |           |
| Міняни               | 4402          | 3980         |        |           |
| Молодятичі           | 5413          | 3581         |        |           |
| Монятичі             | 4818          | 3313         |        |           |
| Вербковичі           | 6696          | 5758         |        |           |

За переписом населення Російської імперії 1897 року в повіті проживало 101 392 особи. Найбільші міста — Грубешів (10 639 осіб) і Дубенка (4 799 осіб). Розподіл населення за мовою згідно з переписом 1897 року:
| Мова       | Осіб    | Відсоток |
| ---------- | ------- | -------- |
| українська | 60 413  | 59,58 %  |
| польська   | 23 387  | 23,07 %  |
| єврейська  | 14 745  | 14,54 %  |
| російська  | 1 889   | 1,86 %   |
| інші       | 958     | 0,94 %   |
| Разом      | 101 392 | 100 %    |

У 1899 році було укладено 658 шлюбів, народилося 4230 дітей (1964 хлопчиків і 2266 дівчаток), померло 2136 осіб, природний приріст становив 2094 осіб. У 1900 році в повіті проживало 115 488 осіб. Близько 1901 року в повіті налічувалося 10 793 безземельних осіб (2441 родина). За переписом 1905 року у повіті було 14 сільських волостей, 2 міста, 4 селища, 176 сіл, 37 колоній, 150 фільварків і 7 окремих адміністративних одиниць, налічувалось 14 408 будинків і 124 590 мешканців, з них 65 359 православних, 34 279 римо-католиків (латинників і поляків), 20 276 юдеїв, 663 лютеран і 13 інших. У 1906/1907 роках у повіті налічувалося 65 105 православних і 48 238 римо-католиків.

## Промисловість
Станом на 1880 рік, площа лісів становила 57 632 моргів (з них 4617 задіяні у лісовому господарстві), 3182 моргів землі було незаліснені, у селянській власності було 195 моргів, сервітутових земель — 2588 моргів, міські поселення обіймали 622 морги. Близько 1901 року землі перебувало у приватній власності — 73 156 десятин, селянських наділів — 50 320 десятин, державні — 2314 десятин, міські — 5441 десятина. Орних — 74 391 десятина, сінокосних і пасовищних — 20 656 десятин, лісних — 26 561 десятин, незручних — 2659 десятин.
Засівали озиму та яру пшеницю, жито, овес, ячмінь, гречку та особливо картоплю, яка слугувала основним продуктом харчування місцевого населення. У 1899 році зібрано 388 000 четв. зерна та 436 270 четв. картоплі. Фабрично-заводська промисловість була розвинена слабо через відсутність міст і торговельних шляхів. Станом на 1882 рік, у повіті діяло є 20 заводів (загальна сума продукції 413 тис. рублів), з них 9 ґуралень (з вартістю виробництва 306 тис. рублів), один цукрозавод (62 тис. рублів), один паровий млин у Побережанах (28 тис. рублів), 6 малих броварень, одна дистилярня та дві медоваварні. Близько 1901 року налічувалося 157 фабрик і заводів, на яких працювало 1072 осіб, виробництва становила до 2 млн рублів. Найбільшим підприємством був цукровий завод. Великого поширення мало візництво.

## Інфраструктура
Станом на 1882 рік у Грубешівському повіті діяло 72 початкові школи. У 1901 році початкових шкіл державних було 73, церковних шкіл — 20, у яких навчалося 5020 учнів На 1908 рік у повіті працювало 142 шкіл (92 державні та 50 прицерковних). Через повіт проходило відгалудження державного шосе.

## Релігія
У 1863 році на території повіту налічувалося 18 парафій Грубешівського деканату Холмської дієцезії Греко-католицької церкви: у Хижевичах, Черничині (філія в Масломичах), Городку-Надбужному, Голуб'ї, Гостинному, Грубешеві, Крилові (філія в Пригорілому), Мірчому, Модриню, Молодятичах, Неледові, Павловичах, Пересоловичах (філіїя в Богутичах та Гдешині), Підгірцях (філія в Гоздові), Сліпчому (філії в Чомові та Мінянах), Шиховичах (філія в Малкові), Теребіні та Вербковичах. Пізніше Грубешівський деканат переведений у православну церкву. Станом на 1882 рік до Грубешівського деканату Люблінської дієцезії Римо-католицької церкви належало 8 парафій: у Дубенці, Грабовці, Городлі, Грубешеві, Крилові, Монятичах, Тріщанах і Уханях. 1901 року в повіті налічувалося 37 православних церков, 7 римо-католицьких костелів і декілька єврейських синагог. У 1906/1907 роках у повіті діяло 63 православних церков і 8 римо-католицьких костелів.